# Miloš Dempír
Miloš Dempír (* 13. března 1980 Brno) byl v letech 2007–2024 ředitelem hradu Svojanov, je majitel zámku Poláky, autor informačních materiálů o českých hradech a zámcích a spoluautor knihy Hrad Svojanov.

## Život
Po maturitě na Gymnáziu Integra v Brně vystudoval v roce 2002 obor Správa kulturních památek na Vyšší odborné škole a Střední odborné škole informačních a knihovnických služeb v Brně. Po ukončení školy pracoval jako správce hradu a zámku Kolštejn v Branné, poté jako vedoucí provozu expozice v zámku Častolovice. V dalších letech působil jako zástupce kastelánky na zámku Mníšek pod Brdy, v roce 2007 se stal kastelánem hradu Svojanov. Pod jeho vedením došlo na hradě Svojanov, který je ve vlastnictví města Poličky, k mnoha změnám. Hrad prošel rozsáhlou rekonstrukcí, změnilo se okolí hradu i předhradí. V roce 2019 obdržel hrad cenu Adolfa Heyduka pro památku nejvíce přátelskou zdravotně znevýhodněným za rok 2018. V roce 2024 ukončil svou činnost na hradě, věnuje se jenom zámku Poláky.
V roce 2020 koupil poničený barokní zámek Poláky ve stejnojmenné obci a zahájil první záchranné práce. Oprava zámku potrvá několik let, ale již v průběhu rekonstrukce bude podle majitele zámek zpřístupněn veřejnosti. V interiérech se počítá s expozicí představující život drobné šlechty v době první republiky. K jeho zálibám patří vozidla značky Moskvič a výroba papírových modelů českých hradů a zámků.

## Publikace
- Dolní Kounice, Město Dolní Kounice a Sdružení Castellum, Dolní Kounice, 2000.
- Hrad a zámek Dolní Kounice, Sdružení Castellum, Dolní Kounice, 2000.
- Branná – Hrad a zámek Kolštejn, Ingenia, Bruntál, 2001.
- Státní zámek Mníšek pod Brdy, Vega-L, Nymburk, 2006.

Dále se podílel na vzniku knihy Hrad Svojanov.